# Grassic Gibbon Centre
Le Grassic Gibbon Centre est un centre culturel à but non lucratif consacré à la vie et aux œuvres de Lewis Grassic Gibbon, écrivain et poète écossais.
Situé à Arbuthnott, dans Nord-Est de l'Écosse, ce centre a comme but de réunir, sauvegarder et divulguer les œuvres de et sur cet écrivain central dans la littérature écossaise.
Parmi les objets que l'on peut y trouver on compte des éditions d'époque des œuvres, des copies de DVD basés sur les récits de Gibbon, tout comme des objets ruraux qui ont le but de diffuser en même temps la culture rurale écossaise.